# Новый феминизм
Новый феминизм — форма христианского феминизма, преимущественно связанная с католической идеологией. Данное направление подчёркивает веру в неотъемлемую взаимодополняемость между мужчинами и женщинами, а не на превосходстве мужчин над женщинами, и женщин над мужчинами.
Новый феминизм, как одна из разновидностей феминизма различия, поддерживает идею, что мужчины и женщины имеют разные сильные стороны, перспективы, и роли, а выступает за равную ценность и достоинства обоих полов. Среди её основных понятий выделяется, что наиболее важные различия являются биологическими, а не культурными. Новый феминизм считает, что женщины должны быть оценены и как матери, хозяйки в доме, и как индивидуальности, которые имеют ценность сами по себе.

## История
Впервые данный термин употребился в 1920 году в Великобритании, чтобы отделить новых феминисток от мейнстримного суфражистского феминизма. Данный тип феминизма принято относить ко второй волне феминизма (с 1960-х годов). Неким началом является публикация в 1949 году книги французской писательницы и философа Симоны де Бовуар «Второй пол». В этой книге, опираясь на философский, психологический, антропологический, исторический, литературный и жизненный материал, де Бовуар впервые пытается осмыслить проблему женского существования в современном мире. Ещё его называют радикальным феминизмом[уточнить]. Его появление связано с критикой современного общества, которое не в состоянии достигнуть полного гендерного равноправия.
В это время центром развития этих идей создаются кружки, в которых переосмысливаются стереотипы восприятия и оценки различных ситуаций, на основе собственного опыта.

## Основные идеи
Симона де Бовуар видит причины зависимого положения женщин не столько в биологических различиях, правовом и социально-экономическом неравенстве, сколько в том, как исторически сформировалось представление о женственности в культуре и обществе. Исследуя мифологию, литературу, разные национальные традиции и ценности, систему воспитания девочек, семейные модели, она показывает, что главным препятствием на пути к женской свободе является господствующая в обществе идея женского бытия как «вторичного», что в истории и культуре «первичным» мыслится мужчина.
Вторая волна феминизма акцентирует внимание именно на самосознании женщин, женской идентичности, их отличии от мужчин и даже различиях между собой.
Новые феминистки поддерживали понимание человека как того, кто создан по подобию Бога с целью объединения и общения. Идеи феминисток:
- Различные телесные структуры у мужчин и женщин ведут к различным особенностям жизни
- Быть женщиной, значит быть матерью. Женщины физически структурированы быть матерями. Данная способность приводит к психологическим, эмоциональным и духовным характеристикам, которые необходимы для матери
- Независимо от того, сможет ли женщина родить, она изначально имеет предрасположенность к материнской любви.

## Сторонницы
Современными сторонницами являются Пиа де Соленни, Жанет Е. Смит, Катрина Зенона, Элизабет Фокс-Дженовезе, Кэмпбелл Кэрролла, Мэри Бет Боначи, сестры Пруденс Аллен, Алиса фон Гильдебранд, Кимберли Хан, Доринда С. Бордли, Мэри Эллен Борк.

## Критика
Критики движения утверждают, что новый феминизм был создан патриархальными структурами для собственного обслуживания. По словам католической сестры милосердия Мэри Аквин О’Нил, «это всегда будет означать, что мужчины указывают и рассказывают женщинам, что значит быть женщиной».
Другие критики утверждают, что никакие движения, которые выступают против права на аборт и контрацепции, не могут быть хоть в каком-либо роде положительными для женщин. Новый феминизм может быть формой гендерного или биологического детерминизма, в котором некоторые видят возрождение старых патриархальных предрассудков под новым обличьем.